# Hořany (Miskovice)
Hořany (německy Horschan) je malá vesnice, část obce Miskovice v okrese Kutná Hora. Nachází se asi 3,5 km na severovýchod od Miskovic.
Hořany leží v katastrálním území Hořany u Kutné Hory o rozloze 2,63 km².

## Název
Název vesnice vychází z její polohy ve vyvýšené poloze ve významu ves Hořanů (lidí bydlících na hoře). V historických pramenech se jméno objevuje ve tvarech: de Horam (1309), Horsan (1337), „na svém dvoře Hořanech“ (1420) a Horžany (1654).

## Historie
První písemná zmínka o vesnici pochází z roku 1309.

## Pamětihodnosti
- Socha svatého Vojtěcha
- Usedlost čp. 23
- Západně od osady se nachází národní přírodní památka Rybníček u Hořan, ve kterém roste rdestice hustolistá.